# Needham (Alabama)
Needham è un comune degli Stati Uniti d'America situato nella contea di Choctaw dello Stato dell'Alabama.